# Claudio Magris
Claudio Magris (Trieste, 10 aprile 1939) è uno scrittore, saggista, germanista, critico letterario e politico italiano.
È stato tra i primi studiosi ad occuparsi di autori ebraici nella letteratura mitteleuropea. Con Danubio ha vinto il Premio Bagutta nel 1986, mentre nel 1997 ha vinto il Premio Strega con Microcosmi. Collabora con il Corriere della Sera da oltre cinquant'anni. È stato senatore nella XII legislatura (1994-1996).

## Biografia
(Claudio Magris, Alla cieca (2005))
Insegnò letteratura tedesca prima all'Università di Trieste nel 1968, poi presso l'Università di Torino nel 1970, per poi tornare ad insegnare ininterrottamente in quella di Trieste dal 1978 fino al pensionamento, nel 2006. Impostosi da giovane all'attenzione della critica con Il mito absburgico nella letteratura austriaca moderna nel 1963, elaborazione della tesi di laurea discussa all'Università di Torino con Leonello Vincenti, fu tra i primi a rivalutare il filone letterario di matrice ebraica all'interno della letteratura mitteleuropea, e all'interno di una prospettiva metalinguistica, con Lontano da dove. Joseph Roth e la tradizione ebraico-orientale (1971). Nel 1984 gli fu conferito il premio San Giusto d'Oro dai cronisti del Friuli-Venezia Giulia.
Danubio (1986) lo consacrò come uno dei massimi scrittori italiani contemporanei.
Con questo libro vinse il Premio Bagutta nel 1986; successivamente si aggiudicò il Premio Strega nel 1997 con le storie e i ritratti di Microcosmi e il Premio Principe delle Asturie nel 2004 nella sezione Letteratura, mentre nel 1999 gli vennero assegnati il Premio Chiara alla carriera e il Premio letterario Giuseppe Acerbi, un premio speciale per la saggistica, nel 2007, poi, vinse il Premio Mediterraneo per stranieri con À l'aveugle. Nel 2005 a Santa Margherita di Belice, città che fu il luogo di infanzia dell'autore del Gattopardo, gli fu riconosciuto il Premio letterario internazionale Giuseppe Tomasi di Lampedusa per l'opera Alla cieca.
Nel 2003 fu insignito del titolo di duca di Segunda Mano dal sovrano del Regno di Redonda.
Il 18 ottobre 2009 fu premiato a Francoforte con il premio per la pace «Friedenspreis des deutschen Buchhandels».
Nel 2013 fu oggetto della prova di italiano dell'esame di maturità con un brano tratto da L'infinito viaggiare.
Nel 2014 vinse il Premio FIL di letteratura nelle lingue romanze in Lingue Romanze alla Feria Internacional del Libro di Guadalajara. A nome della giuria (formata da sette critici letterari e scrittori tra cui gli italiani Carlo Ossola e Ernesto Ferrero) Patricia Martínez affermò che in Magris “si concilia la sua esperienza personale con la memoria collettiva della storia e delle culture che compongono lo spazio dell'Europa centrale come luogo di dialogo tra le culture del Danubio e del Mediterraneo".
Uomo di centro-sinistra, di fede repubblicana, fu senatore dal 1994 al 1996 eletto nel collegio di Trieste con una lista indipendente sostenuta dalle coalizioni del Patto per l'Italia e dei Progressisti. Nel 1992 è divenuto cittadino onorario di Montereale Valcellina e nel 2006 di Monfalcone.
Nel 2016 gli fu dedicato un volume di rievocazioni intitolato Quisquilie. Claudio Magris raccontato dai suoi studenti, edito dal Circolo culturale Menocchio (Montereale Valcellina).
Il 24 ottobre 2019 gli fu conferita la laurea honoris causa in giurisprudenza dall'Università di Parma. Materiali autografi relativi alla stesura di alcune sue opere letterarie, quali Danubio, Stadelmann e Alla cieca, sono stati donati da Magris al Centro per gli studi sulla tradizione manoscritta di autori moderni e contemporanei dell’Università di Pavia.
Nel 2022 uscì Inventarsi una vita (La Nave di Teseo), una conversazione con Paolo Di Paolo.

## Vita privata
Nel 1960 sposò la scrittrice Marisa Madieri (1938-1996), da cui ebbe due figli: Francesco (1966), economista, professore ordinario presso l'Università degli studi di Trieste, e Paolo, scrittore e sceneggiatore.

## Opere

### Saggi
- Il mito absburgico nella letteratura austriaca moderna, Collezione Saggi n.326, Torino, Einaudi, 1963; con una Nota, Collana Reprints, Einaudi, 1976; Nuova edizione e prefazione dell'Autore, Einaudi, 1988; Collana Einaudi Tascabili, 1997; Collana Piccola Biblioteca. Nuova serie, Einaudi, 2009, ISBN 978-88-062-0033-6. [Tesi di laurea]
- Wilhelm Heinse, Trieste-Udine, Del Bianco, 1968.
- Tre studi su Hoffmann, Milano-Varese, Cisalpina, 1969.
- Lontano da dove. Joseph Roth e la tradizione ebraico-orientale, Collana Piccola Biblioteca n.509, Torino, Einaudi, 1971, ISBN 978-88-06-11471-8.
- L'anarchico al bivio. Intellettuale e politica nel teatro di Dorst, con Cesare Cases, Torino, Einaudi, 1974.
- L'altra ragione. Tre saggi su Hoffmann, Torino, Stampatori, 1978.
- Dietro le parole. Classicità e avanguardia, anarchismo e reazione, Trieste, la cultura mitteleuropea e gli intrighi della grande letteratura cosmopolita, Collana Strumenti di studio, Milano, Garzanti, 1978.
- Claudio Magris e Wolfgang Kaempfer (a cura di), Problemi del nichilismo, Brescia, Shakespeare & Company, 1981, OCLC 461865021, SBN LIA0212131.[15]
- Itaca e oltre. I luoghi del ritorno e della fuga in un viaggio attraverso alcuni grandi temi della nostra cultura, Collana Saggi blu, Milano, Garzanti, 1982. Premio Nazionale Rhegium Julii 1983 per la Saggistica.[16]
- Trieste. Un'identità di frontiera, con Angelo Ara, Torino, Einaudi 1982.
- L'anello di Clarisse. Grande stile e nichilismo nella letteratura moderna, Torino, Einaudi, 1984.
- Quale totalità, Napoli, Guida, 1985. ISBN 88-7042-878-8.
- I luoghi del disincanto, Trieste, Allegretti, 1987.
- Microcosmi, Milano, Garzanti, 1997. ISBN 978-88-11-67230-2
- Utopia e disincanto. Saggi 1974-1998, Milano, Garzanti 1999. ISBN 88-11-59978-4.
- L'infinito viaggiare, Milano, Mondadori, 2005. ISBN 88-04-54739-1.
- La storia non è finita. Etica, politica, laicità, Milano, Garzanti, 2006. ISBN 88-11-59785-4.
- Davanti alla legge. Due saggi, Collana Lezioni magistrali, Torino, UTET, 2006, ISBN 978-88-8303-185-4.
- Alfabeti. Saggi di letteratura, Milano, Garzanti, 2008. ISBN 978-88-11-74082-7.
- Ibsen in Italia. Lezione Sapegno 2008, Savigliano, Aragno, 2008. ISBN 978-88-8419-390-2.
- Livelli di guardia. Note civili (2006-2011), Milano, Garzanti, 2011. ISBN 978-88-11-74120-6.
- Letteratura e ideologia, con Gao Xingjian, Collana I grandi pasSaggi, Milano, Bompiani, 2012, ISBN 978-88-452-6861-8.
- Claudio Magris e Francesca Agostinelli, Zigaina. Il paesaggio come anatomia, Lithostampa, 2014, ISBN 978-88-97311-34-8.
- Segreti e no, Collana I grandi pasSaggi, Milano, Bompiani, 2015, ISBN 978-88-452-7555-5.
- Istantanee, Collana I fari, Milano, La nave di Teseo, 2016, ISBN 978-88-934-4063-9.
- Polene. Occhi del mare, Collana I fari, Milano, La nave di Teseo, 2019, ISBN 978-88-346-0072-6.

### Romanzi e racconti
- Illazioni su una sciabola, Milano-Roma-Bari, Cariplo-Laterza, 1984, ISBN 88-420-2505-4; Pordenone, Studio tesi, 1986, ISBN 88-7692-147-8.
- Danubio, Milano, Garzanti, 1986. [Vincitore del Premio Bagutta con Daniele Del Giudice]
- Un altro mare, Milano, Garzanti, 1991, ISBN 88-11-65350-9.
- Il Conde, Genova, Il melangolo, 1993, ISBN 88-7018-209-6.
- Microcosmi, Milano, Garzanti, 1997, ISBN 88-11-66258-3. (Vincitore del Premio Strega[17]).
- Alla cieca, Milano, Garzanti, 2005, ISBN 88-11-66217-6.
- Il vecchio leone e la sua gabbia, Milano, Edizioni Henry Beyle, 2014, ISBN 978-88-976-0895-0.
- Non luogo a procedere, Milano, Garzanti, 2015, ISBN 978-88-11-68917-1.
- Tempo curvo a Krems, Milano, Garzanti, 2019, ISBN 978-88-116-0825-7.
- Storia di Gali Gali, illustrazioni di Alessandro Sanna, Collana Illustrati, Milano, Bompiani, 2019, ISBN 978-88-301-0097-8.
- Croce del Sud. Tre vite vere e improbabili, Collana Scrittori italiani e stranieri, Milano, Mondadori, 2020, ISBN 978-88-047-2899-3.

### Teatro
- Stadelmann, Milano, Garzanti, 1988. ISBN 88-11-67240-6.
- Le voci, Roma, Edizioni dell'Elefante, 1994; Genova, Il Melangolo, 1995, ISBN 978-88-701-8288-0.
- La mostra, Collana elefanti, Milano, Garzanti, 2001.
- Lei dunque capirà, Milano, Garzanti, 2006, ISBN 88-11-59789-7.
- Teatro: Stadelmann · Le Voci · Essere già stati · La mostra · Lei dunque capirà, Prefazione di Guido Davico Bonino, Collana Novecento, Milano, Garzanti, 2010, ISBN 978-88-116-9714-5.

### Epistolari, Conversazioni
- C. Magris-Stefano Levi Della Torre, Democrazia, legge e coscienza, Genova, Codice, 2010, ISBN 978-88-757-8159-0.
- La Letteratura è la mia vendetta, con Mario Vargas Llosa, Collana Libellule, Milano, Mondadori, 2012, ISBN 978-88-04-62535-3.
- Ti devo tanto di ciò che sono. Carteggio con Biagio Marin, a cura di Renzo Sanson, Collana Saggi, Milano, Garzanti, 2014, ISBN 978-88-11-68758-0.
- Marco Alloni intervista Claudio Magris, Comportati come se fossi felice, Wingsbert House, 2015, ISBN 978-88-99276-30-0.
- C. Magris-Paolo Di Paolo, Inventarsi una vita. Un dialogo, Collana Le Onde, Milano, La nave di Teseo, 2022, ISBN 978-88-346-0810-4.

### Raccolte complessive
- Opere (volume I: dal 1963 al 1995), a cura di Ernestina Pellegrini, con un contributo di Maria Fancelli, Collezione I Meridiani, Milano, Mondadori, 2012, ISBN 978-88-04-61394-7.
- Opere (volume II: dal 1997 al 2019), a cura di E. Pellegrini, Collezione I Meridiani, Milano, Mondadori, 2021, ISBN 978-88-047-3023-1.

### Traduzioni
- Franz Grillparzer, Medea, a cura di Maddalena Longo, Collana Letteratura universale, Venezia, Marsilio, 1982.
- Arthur Schnitzler, Le sorelle ovvero Casanova a Spa, Collezione Scrittori tradotti da scrittori, Torino, Einaudi, 1988. - Collezione di teatro n.460, Einaudi, 2023, ISBN 978-88-062-1656-6.
- Georg Büchner, Woyzeck, a cura di Hermann Dorowin, Collana Letteratura universale, Venezia, Marsilio, 2001, ISBN 978-88-317-7298-3.
- Traduzioni teatrali, Collezione I Libri della Spiga, Milano, Garzanti, 2022, ISBN 978-88-110-0012-9.

## Premi
- 1987 – Premio Feltrinelli dell'Accademia Nazionale dei Lincei.[21]
- 2003 – Premio E.T.I. Gli Olimpici del Teatro Miglior autore di novità italiana per La mostra
- 2005 – Premio di Stato austriaco per la letteratura europea
- 2008 – Premio Chatwin
- 2009 – Premio europeo Charles Veillon per la saggistica
- 2016 – TAOBUK AWARD for Literaly Excellance
- 2016 – Premio Franz Kafka